# Urocystis heucherae
Urocystis heucherae är en svampart som beskrevs av Garrett 1933. Urocystis heucherae ingår i släktet Urocystis och familjen Urocystidaceae.   Inga underarter finns listade i Catalogue of Life.